# Retrospettiva
Retrospettiva è un album musicale di Roberto Tardito, pubblicato nel 2011.

## L'album
L'album raccoglie dieci brani che avevano caratterizzato alcuni degli album pubblicati fino a quel momento, in una nuova versione ricantata, remixata e rimasterizzata. 
Il progetto è stato realizzato per il mercato estero, in vista del primo tour europeo dell'artista piemontese.

## Tracce
Testi e musiche di Roberto Tardito.
1. Sogno di una notte di mezza estate – 3:50
2. Il profeta – 2:58
3. Controvento – 3:35
4. La rosa e la spada – 3:18
5. Long Island, luglio '77 – 4:43
6. Irisheart – 4:32
7. Oltre la frontiera – 3:18
8. La giostra – 2:52
9. Cantico – 5:39
10. Notti dell'altro mondo – 3:00

## Formazione
- Angelo Adamo – armonica
- Giorgio Cordini – chitarre acustiche, chitarre classiche, chitarre elettriche
- Alberto Guareschi – contrabbasso
- Agostino Marangolo – batteria, percussioni
- Antonio Marangolo – sax soprano, percussioni
- Pier Michelatti – basso
- Roberto Tardito – voce, chitarre acustiche, chitarre elettriche, pianoforte, percussioni
- Vincenzo Zitello – arpa celtica, violino, viola, flauti
- Roberta Bua – violino
- Valentina Busso – viola
- Chiara Manueddu – violoncello